# Клифф, Вайолет
Виолет Гамильтон Клифф (англ. Violet Hamilton Cliff; 2 ноября 1916, Бат, Сомерсет — 26 марта 2003 года, Уинчестер, Хэмпшир, Великобритания) — британская фигуристка, выступавшая в парном разряде. В паре с мужем Лесли Клиффом, она — двукратный бронзовый призёр чемпионатов мира, серебряный призёр чемпионата Европы 1936 . Пара принимала участие в зимних Олимпийских играх 1936 года.

## Результаты выступлений
| Соревнования      | 1933 | 1934 | 1935 | 1936 | 1937 | 1938 | 1939 |
| ----------------- | ---- | ---- | ---- | ---- | ---- | ---- | ---- |
| Олимпийские игры  |      |      |      | 7    |      |      |      |
| Чемпионаты мира   |      |      |      | 3    | 3    | 4    | 5    |
| Чемпионаты Европы | 4    |      | 7    | 2    | 4    |      |      |